# Pernegg an der Mur
Pernegg an der Mur – gmina w Austrii, w kraju związkowym Styria, w powiecie Bruck-Mürzzuschlag. Liczy 2348 mieszkańców (1 stycznia 2015).

## Współpraca
Miejscowość partnerska:
- Winhöring, Niemcy